# Medalla De Morgan
La Medalla De Morgan es un premio a la notable contribución a las matemáticas, otorgado por la Sociedad Matemática de Londres (LMS). Es el premio más prestigioso que entrega la Sociedad, que se da en la memoria de Augustus De Morgan, quien fue el primer Presidente de la LMS.
La medalla se concede cada tres años (en años divisibles por 3). El único motivo para la concesión de la Medalla son los del candidato contribuciones a las matemáticas, pero solo puede ser concedido a un matemático que es normalmente residentes en el Reino Unido el 1 de enero del año correspondiente.

## Ganadores
- 1884 Arthur Cayley
- 1887 James Joseph Sylvester
- 1890 Lord Rayleigh
- 1893 Felix Klein
- 1896 S. Roberts
- 1899 William Burnside
- 1902 A. G. Greenhill
- 1905 H. F. Baker
- 1908 J. W. L. Glaisher
- 1911 Horace Lamb
- 1914 J. Larmor
- 1917 W. H. Young
- 1920 E. W. Hobson
- 1923 P. A. MacMahon
- 1926 Augustus Edward Hough Love
- 1929 Godfrey Harold Hardy
- 1932 Bertrand Russell
- 1935 E. T. Whittaker
- 1938 John Edensor Littlewood
- 1941 Louis Mordell
- 1944 Sydney Chapman
- 1950 A. S. Besicovitch
- 1953 Edward Charles Titchmarsh
- 1956 G. I. Taylor
- 1959 W. V. D. Hodge
- 1962 Max Newman
- 1965 Philip Hall
- 1968 Mary Cartwright
- 1971 Kurt Mahler
- 1974 Graham Higman
- 1977 C. Ambrose Rogers
- 1980 Michael Atiyah
- 1983 Klaus Roth
- 1986 J. W. S. Cassels
- 1989 D. G. Kendall
- 1992 Albrecht Fröhlich
- 1995 W. K. Hayman
- 1998 R. A. Rankin
- 2001 J. A. Green
- 2004 Roger Penrose
- 2007 Bryan John Birch
- 2010 Keith William Morton
- 2013 John Griggs Thompson
- 2016 William Timothy Gowers